# Miguel Ángel Melogno
Miguel Ángel Melogno (Salto, Uruguay, 22 de marzo de 1905, Montevideo, 27 de marzo de 1945) fue un futbolista uruguayo. Se desempeñaba en la posición de centrocampista.
Ganó la medalla de oro en los Juegos Olímpicos de Ámsterdam en 1928 y la Copa del Mundo de 1930, disputada en Uruguay. Se da la curiosidad que en ninguno de los dos torneos disputó ningún partido.
Su debut en la selección uruguaya se dio en mayo de 1924, en un amistoso ante Argentina entre selecciones B. Disputó luego cuatro amistosos más con la celeste, la mayoría de ellos en encuentros donde Uruguay colocó jugadores suplentes.
Militaba en el Club Atlético Bella Vista.